# Simone Cotani
Simone Cotani (Roma, 15 luglio 1981) è un ex cestista italiano.
In campo ricopriva il ruolo di ala grande.

## Carriera
Prodotto del vivaio di Ostia. Nel 1998-99 vince il campionato nazionale cadetti ed esordisce a livello professionistico il 3 ottobre 1999 con la Snai Montecatini di Stefano Pillastrini (vittoria contro Cantù per 89-60) che lo aveva voluto fortemente in squadra prelevandolo proprio dalla squadra di Ostia Lido.
La stagione termina con la promozione in A1 dei toscani. Nel 2000-01 scende in Legadue vestendo la maglia del Basket Livorno. Quattro stagioni in riva al Tirreno con una promozione in A1 nel 2001 e un titolo nazionale Juniores vinto da MVP (in mezzo 13 partite in B1 con Ozzano nella stagione 2001-02).
Nel 2003-04 vive la sua stagione migliore chiusa con 7,9 punti e 2,7 rimbalzi di media a partita. Nel 2004 il passaggio alla Fortitudo Bologna con vittoria dello scudetto al termine della stagione (0,6 punti di media in 10 presenze) e 5 partite in Eurolega (0,4 punti di media).
Nel 2005-06 arriva a Biella. In Piemonte il giocatore laziale gioca tre stagioni, l'ultima della quale, chiusa a 4,4 punti e 2,7 rimbalzi di media in poco più di 15 minuti di impiego. A giugno del 2008 decide di lasciare Biella e passare a Varese in Legadue dove con 8,3 punti e 5,3 rimbalzi in 30 partite risulta determinante per la vittoria del campionato e la conseguente promozione in Serie A. Torna dunque nella massima serie nella stagione 2009-10 e qui realizza 5,4 punti con 4,0 rimbalzi e il 50,6% dalla media. Rimane alla Cimberio Varese anche per il Campionato 2010-11.
A metà stagione passa nella A Dilettanti alla ZeroUno Moncalieri con cui raggiunge la salvezza diretta. L'annata 2011-12 è quella del passaggio da Torino a Castelletto. Nella stagione 2012-13 il passaggio ai Legnano Knights nella Divisione Nazionale B.

## Palmarès
- Campionato italiano: 1

Fortitudo Bologna: 2004-05
- Legadue: 1

Varese: 2008-09